# 赫尔穆特·舍恩
赫尔穆特·舍恩（德語：Helmut Schön，1915年9月15日—1996年2月23日），德国前足球运动员及主教练。其职业生涯开始于德累斯顿足球俱乐部，并随该队夺得1943年和1944年的德国足球冠军以及1940年和1941年的查默杯冠军。在1937年至1941年期间，他曾被塞普·赫尔贝格召入德国国家足球队参加了16场国际比赛，共射入17球。作为一名球员兼教练，舍恩实现了从球员至教练的无缝过渡，并在1964年至1978年期间成为世界上最成功的主教练之一。1966年，在他担任西德国家足球队主教练所参加的首次世界杯之旅便率队晋级决赛，1970年又在墨西哥世界杯中取得季军；此后，他还获得了1972年欧锦赛冠军、1974年世界杯冠军和1976年欧洲足球锦标赛亚军。舍恩在国家队中并非采用严格的战术策略，而是给予球员较大的自由度和话语权，许多体育记者将此视为他获得成功的重要因素；但在他的执教生涯结束后，这一风格也常被解释为缺乏领导能力。
在权威著作《德国国家队历史》（Die Geschichte der Fußball-Nationalmannschaft）一书中，作者迪特里希·舒尔茨-马梅林（Dietrich Schulze-Marmeling）和胡博特·达坎普（Hubert Dahlkamp）将舍恩在1966年至1974年的八年西德执教时期形容为“德国国家队历史上最华丽、最忙碌和最成功的一个阶段”。

## 球员生涯

### 青年时期（1920年-1933年）
舍恩于5岁或6岁时起便开始在德累斯顿的街头踢足球。他描述在这段“石板路及沥青路的足球阶段”很好的锻炼了他出众的球感和快速反应能力。作为艺术品商人安东·舍恩（Anton Schön）的第三个孩子，舍恩有一位年长12岁的姐姐和一位年长8岁的哥哥，但其父亲却对足球缺乏热情。
十年后，舍恩于1925年加入了德累斯顿西亚（Dresdensia Dresden）的青年队。作为一名15岁的年轻球员，他于包岑举行的一场友谊赛中首次代表一线队登场亮相，其当时的偶像是队内球员馬蒂亞斯·辛德拉爾。随后，舍恩转投了规模更大的德累斯顿足球俱乐部，其偶像也变为国家队前锋理查德·霍夫曼。舍恩的成长得益于正进行“欧陆足球援助”的英格兰人吉米·霍根，后者自1928年起担任德累斯顿主教练。他为球队带来并传授了“令人惊讶”的传切配合技术，比赛风格尽管粗糙但干净，这也对舍恩日后的执教理念造成了深远的影响。1932年秋天，17岁的舍恩首次代表球队在对阵卡尔斯巴德（Karlsbad）的一场友谊赛中与理查德·霍夫曼同场竞技。
舍恩于1933年夏天首次代表球队在联赛中亮相。然而一次膝关节半月板受伤却令他远离赛场直至1936年。期间除了足球，他还在主教制的圣贝诺文科中学（St.-Benno-Gymnasium）完成学业，并在1935年的复活节期间参加了高考，当中其自然科学的分数远优于语言学。1935年4月1日起，舍恩开始作为一名银行职员在萨克森州立银行（Sächsischen Staatsbank）实习。实习结束后，他又供职于邻近德累斯顿的制药企业马博士大药厂，该公司同时也是德累斯顿足球俱乐部的赞助商。

### 区域联赛、冠军赛和国家队（1933年-1944年）
在半月板损伤治愈后，舍恩被时任德国国家足球队主教练的塞普·赫尔贝格召入了1937年11月21日在汉堡对阵瑞典的世界杯预选赛大名单，后者是在1936年接替奥托·内尔茨出任这一职位，并在上任初期的连续11场比赛中保持不败，其中在1937年5月16日以8比0大胜丹麦的第11场比赛中更造就了德国足球史上的著名团队“布雷斯劳十一人”。舍恩在汉堡的比赛中作为前锋首发出场并射入2球，帮助球队以5比0大胜对手。凭借出色的判断力、头球能力、射门能力和战术素养，他似乎在国家队中有着光明的前景，并应当成为国家队出战1938年世界杯的一员。然而1937年11月28日，舍恩在代表德累斯顿参加的一场联赛中造成第二次半月板损伤，并在1938年1月24日进行了手术，从而无缘1938年世界杯。他的国家队生涯直至世界杯结束后、于1938年9月对阵波兰的一场友谊赛中才得以重新登场亮相。舍恩在这一时期曾想要学医，寻求转向一条完全不同的职业道路。但经过再三考虑后，他最终决定不做任何改变，因为他认为自己“已经等待了很长时间，并已经走在正确的道路上了”。
在1939-40赛季的德国足球冠军赛中，舍恩随德累斯顿一路奏凯，却在1940年7月21日对阵沙尔克04的决赛中以0比1失利。但他们仍在同年12月1日的查默杯决赛中通过加时赛以2比1战胜纽伦堡而捧杯。1941年11月2日，德累斯顿又在查默杯决赛中以2比1幸运战胜沙尔克04，成功卫冕这项锦标；而在此前于1941年9月7日的帝国州际杯（Reichsbundpokal）决赛中，舍恩也作为萨克森代表队的一员随队以2比0战胜巴伐利亚代表队夺冠。
舍恩的国家队生涯在1941年10月5日德国队于斯德哥尔摩以2比4负于瑞典的比赛后戛然而止。赫尔贝格认为舍恩是队中的一大弱点。这位国家队主帅在失利后的日记中写道：“前锋实在太软弱了！完全没有战斗欲望！但对阵瑞典只能通过力量和斗志、速度和韧性方可取胜！今后这支球队将不会再有舍恩的位置！”。于是在此后的国家队比赛中，舍恩再也没有受到征召，即便是在其家乡德累斯顿对阵丹麦的比赛，情况也是如此。舍恩本人表示对于被国家队除名毫无怨言，但他周边的人们，尤其是他的妻子在事隔多年后仍对他所遭受的“不公平待遇”而感到愤慨。尤尔根·莱内曼（Jürgen Leinemann）在他为赫尔贝格所作的传记中写到，“至少这场比赛为赫尔贝格和舍恩在此后几十年的敌对和纷争中造成了不利影响并奠定了基石。这源于学院派的舍恩受到了来自自学成才派的赫尔贝格的挑衅。他感受到了挑战，并积极应对”。
在1943和1944年，舍恩随德累斯顿收获了两个德国足球冠军。由于在1939年第二次世界大战开始后，队中球员必需以出色的表现以避免充军，这使得舍恩在1943年于柏林对阵汉堡一支军人球队的冠军赛决赛中发挥出了几乎最高水准。在柏林奥林匹克体育场的70,000名观众面前（其中大部分为军人），他取得2个入球。这一表现也招致了谩骂，在他每次触球时，看台上都会发出“赫尔穆特·舍恩——参军”的呼声。在此大背景下，舍恩还是在纳粹德国发动“全面战争”的几星期前面临被发送前线的危险。其最初给出的正式拒绝理由是“膝盖受伤”，但定期参加的训练证明了他并非完全有生理缺陷。后来，他又以制药企业马博士大药厂的雇员身份而获得另一项参军豁免，因为该公司被定性为战备企业。相比起德累斯顿的著名球员，纳粹政府和德意志国防军更倾向于招揽沙尔克04的球员。特别是德累斯顿足球俱乐部的成员、时任德意志国防军中将和德累斯顿军区总司令的卡尔·梅赫内特（Karl Mehnert）宣布，他将尽力确保德累斯顿球员在战争开始后不被发往前线。恰逢纳粹正试图在饱受战争创伤的国家中保持正常秩序和转移民众注意，而足球正好是可以吸引大量观众的运动，同时利用优秀的球队及球员也能达到宣传其战争成果的目的。尽管如此，德累斯顿足球俱乐部还是在1942年公开抱怨，他们的阵中只有4名常备球员（当中包括舍恩）。
舍恩声称自己一直拒绝加入纳粹党。他曾多次发表“尽管毫无意义的战争对生活的影响越来越大，……但我们运动员仍然拥有一段美妙的足球时光”的声明，而被后来许多足球运动员和足球从业者一致批评为不负责任态度。其中，尼尔斯·哈弗曼（Nils Havemann）在其所著的《纳粹十字下的足球》（Fußball unterm Hakenkreuz）一书中表示，“被动员的群众对于受到关注感到受宠若惊，他们被民族情绪和所享受到的特权所迷惑，……因此……他们关心下一场比赛的阵型更甚于德国当下发生的政治事件”。由菲舍尔和林德纳（Fischer/Lindner）合著的书籍《希特勒风暴》（Stürmer für Hitler）中也表示，“实际上舍恩在战争时期（于国家队中）所受的待遇相当不错”。书中还指出“赫尔穆特·舍恩展现的是一个特例……被党卫队征召本是那一时期（德国人）不可避免的命运，但这一命运却被舍恩非常敏锐的逃脱了”。

### 战后重建时期（1945年-1951年）

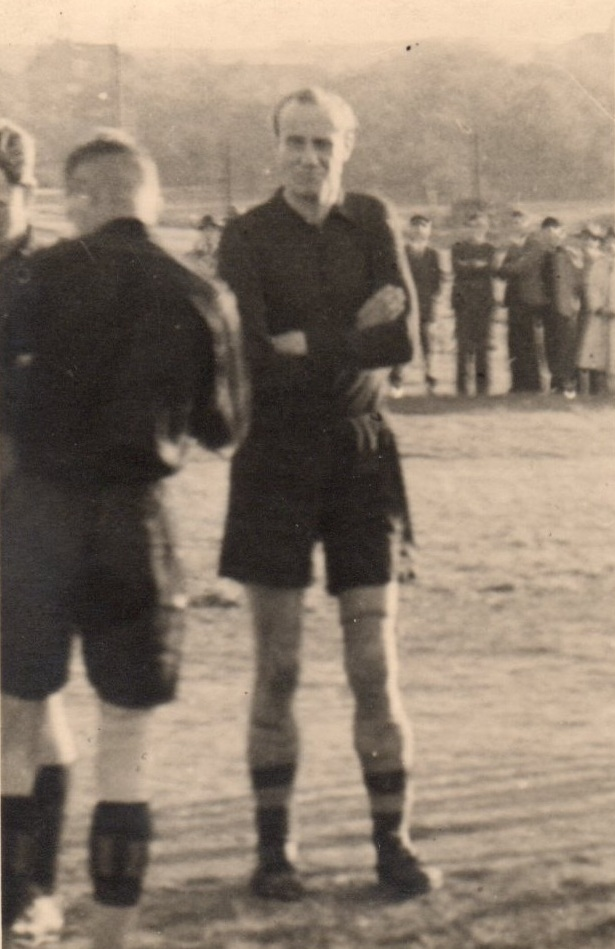
舍恩在代表德累斯顿腓特烈城参加比赛（1946年）

舍恩在1942年1月15日与同样来自德累斯顿的妻子安内丽丝（Annelies）完婚，并诞下一子斯特凡（Stephan，1944年出生，后为田径运动员及物理学家）。在1945年2月13日至15日发生的德累斯顿轰炸中，他们一家得以幸免遇难。二战结束后，舍恩主要在德累斯顿工作，为了维持妻儿的生计，他也从事任何类型的以货换货交易。他还利用一辆以轿车改装的小货车定期穿梭于汉堡，并在那一混乱的时期为圣保利效力，返程时则从汉堡带回一些朋友暗中赠予的物资。在德累斯顿开始恢复足球比赛后，舍恩立即重返赛场。但是由于德累斯顿足球俱乐部被苏联占领区当局定性为“资产阶级俱乐部和封建派系的象征”而遭取缔，他于1946-47赛季只能代表继承的球队德累斯顿腓特烈城足球俱乐部参赛。当他随腓特烈城在1947-48赛季东区冠军赛（Ostzonenmeisterschaft）预选赛中负于梅拉内（SG Meerane）后，舍恩迫于政治压力否认了他曾代表圣保利参加过的3场北区高级联赛比赛。1949年，腓特烈城击败梅拉内和莱比锡工业夺得萨克森冠军，然而在晋级东区冠军赛后，腓特烈城却在四分之一决赛以1比2不敌哈雷。在1949-50赛季的首届东德足球高级联赛中，舍恩又以球员兼教练的身份率领腓特烈城夺得亚军。1949年冬天，舍恩曾前往科隆参加由塞普·赫尔贝格主办的教练员培训课程并顺利结业，于1950年2月返回德累斯顿。1949-50赛季结束后，腓特烈城正式解散，其原有架构被正式并入次级联赛球队德累斯顿烟草（VVB Tabak Dresden），舍恩遂以球员兼教练身份加盟柏林赫塔。在腓特烈城效力期间，舍恩还于1948年至1950年期间入选了萨克森足球代表队，从1949年5月至1950年4月，他都是这支东德国家足球队前身的首发球员，并在这里获得了首次执教经验。
在参加柏林城市联赛（Berliner Stadtliga）的首个赛季中，冠、亚军分别由柏林网球和柏林联盟摘得，舍恩及部分前德累斯顿队友加盟的柏林赫塔则位列第三。1950年除夕后，舍恩宣布终止他在柏林赫塔的一切活动，从而正式结束球员生涯。在战争结束后，他曾分别参加过北区高级联赛、东德超级联赛和柏林城市联赛，合共出场15次，并射入12球。

## 教练生涯

### 威斯巴登、萨尔及西德队助教（1951年-1964年）
舍恩在1951-52赛季成为威斯巴登体育俱乐部的主教练，并率领这支黑森球队在二级联赛南区（II. Division Süd）中以第九名完赛。他本与家人在威斯巴登找寻了一处住所，但又在1952年接受萨尔足球协会的邀请，开始担任当时的萨尔足球代表队主教练。在此职位上，舍恩可以造访各俱乐部、关注顶级球员的表现并将其纳入国家队阵容。他坦言这项工作比作为一名俱乐部主教练要好的多。舍恩不需要额外安排国家队的集训，因为他在担任萨克森足球代表队教练期间便已学会了如何考察球员。他在这里拓展了自己的视野，通过必须出席的各项活动也使他结识了很多不同的人。他对球队阵容进行了构建、分拆、调整和更换，这段经历成为舍恩作为一名主教练的成功范例，并为他就任西德国家队主教练打下了坚实的基础。1953年6月24日，舍恩执教的萨尔队在1954年世界杯预选赛第1小组的首场比赛便爆冷以3比2客场战胜挪威；而在此后面对塞普·赫尔贝格领衔的西德队时，萨尔也仅分别在客场及主场以0比3和1比3小负。萨尔足球代表队向世人表明，他们作为一支魚腩部隊也可以取得令人瞩目的成绩。
在萨尔足球协会重新作为一个州立组织被纳入德国足球协会后，舍恩也于1956年5月26日调任西德国家足球队的助理教练，成为赫尔贝格的副手，起薪为1100德国马克。他同时还负责率领西德二队、西德业余队和西德青年队参加欧洲足联所举办的各项赛事。此外，他也曾担任过教练员培训讲师，并始终负责西德一线队的比赛统筹工作。赫尔贝格对舍恩的助教作用感到满意。球队接纳了他作为第二号人物，他也试图营造一个良好的工作氛围，这是赫尔贝格处理国家队事务最重要的先决条件。舍恩在1958年瑞典世界杯和1962年智利世界杯中跟随赫尔贝格积累了宝贵的执教经验。经过8年的助理教练生涯，舍恩终于在1964年夏天正式从赫尔贝格手中接过西德队主教练的教鞭。

### 西德队主教练（1964年-1978年）

#### 开端
1964年6月7日，在赫尔辛基对阵芬兰的比赛是舍恩最后一次作为西德队的助理教练辅佐赫尔贝格。在赫尔贝格执教时代的最后阶段，德国足球联赛系统的最高级别在1963-64赛季由新成立的德国足球甲级联赛取代了已不再具备国际竞争力的德国足球地区联赛。而新任国家队主教练则需要肩负立即率队冲击1966年英格兰世界杯决赛圈的艰巨任务。瑞典及塞浦路斯是他们的预选赛对手，其中首场比赛是在没有进行热身赛的情况下于1964年11月4日主场对阵瑞典。通过在9月于奥格斯堡与南部联队和10月在杜塞尔多夫与谢菲尔德星期三进行的两场教学暨选拔赛后，舍恩和他的助教德特马·克拉默便确定了这支国家队的名单和阵式。在其就任国家队主教练后与瑞典进行的第一场正式比赛以1比1平局结束，西德队在世界杯预选赛上的压力骤增。由于腼腆和敏感的性格，舍恩在面对即便最轻微的质疑时都需要经过慎重考虑后才回应，因而被媒体形容为“作风拖拉”。但迫于公众压力，他还是作出了顺应趋势的人员调整。在1965年12月26日客场对阵瑞典的最后一场世界杯预选赛中，舍恩大胆启用了年仅20岁的慕尼黑人弗朗茨·贝肯鲍尔完成国家队首秀，并任命乌维·席勒为队长，尽管后者仅在跟腱手术休战6月后才刚刚伤愈复出。最终凭借维尔纳·克列默和乌维·席勒的入球，舍恩的团队以2比1赢得比赛，顺利晋级1966年世界杯决赛圈。在1966年7月11日至30日举行的决赛圈赛事中，西德队不仅进入了决赛，他们还表现出了华丽的比赛风格，并拥有贝肯鲍尔、赫尔穆特·哈勒和沃尔夫冈·奥弗拉特这些极富感染力且技术优良的进攻球员。最终的决赛令人印象深刻，这不仅是因为新晋世界冠军英格兰凭借一记著名的争议入球将比分改写为3比2；上届世界杯时仍以防守为主的西德队在新教练的带领下在比赛中也留下了进攻的烙印。
然而舍恩随即于1968年欧洲足球锦标赛预选赛上遭到挫折。在1967年4月6日开局主场以6比0战胜阿尔巴尼亚的一个月后，西德队又于5月3日客场以0比1不敌南斯拉夫，批评者们立刻如期而至，他们认为球队应该更注重防守。同年10月7日，西德队完成复仇，在主场以3比1战胜南斯拉夫。于是他们在12月17日在客场对阵阿尔巴尼亚的比赛中只需战胜对手便可晋级。然而，西德队却令人意外的以0比0完赛，无缘欧锦赛决赛圈。舍恩在随后遭到了广泛的批评。带着这段惨痛的经历，西德队又参加了1970年世界杯预选赛。在面对分组赛对手奥地利、苏格兰和塞浦路斯的两回合主客场制比赛中，舍恩率队以5胜1平的不败战绩晋级世界杯决赛圈。其中的最后一场比赛是1969年10月22日于汉堡以3比2战胜苏格兰：在现场72,000名观众面前，莱因哈德·利布达于第79分钟通过个人表演射入制胜球，是舍恩团队顺利晋级的决定性因素。

#### 1970年世界杯至1976年欧锦赛
伴随着杂耍般的理念，舍恩的团队终于在1970年墨西哥世界杯赛上的表现完全摆脱了其前任塞普·赫尔贝格的影子。即便是在分组赛对阵保加利亚和秘鲁的比赛中也展示出了高超的比赛艺术。贝肯鲍尔、奥弗拉特和席勒串联成中路的核心，已经成长为国际级前锋的盖德·穆勒则在翼位不断的与莱因哈德·利布达、尤尔根·格拉博夫斯基、汉内斯·洛尔和西格弗里德·赫尔德交叉换位迷惑对手，为观众奉献出极富吸引力的比赛。在扣人心弦的四分之一决赛中，西德队于0比2落后的情况下以3比2逆转取胜英格兰后，法国体育杂志《队报》发表了这样的评价：

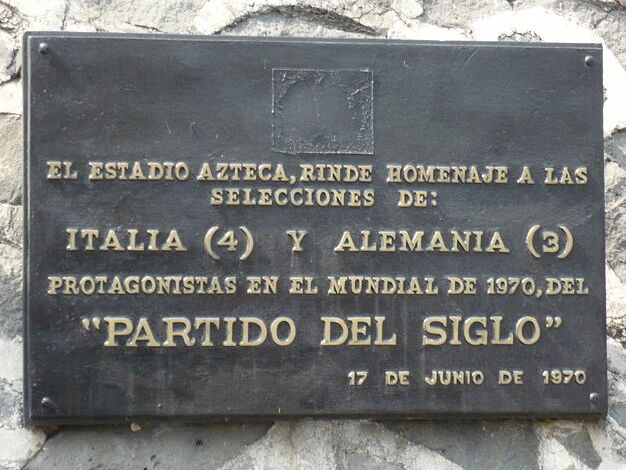
隽于阿兹台克体育场内的“世纪之战”纪念牌匾

在随后的半决赛中，坚持进攻打法的西德队戏剧性的以3比4不敌意大利，在这场此后常被形容为“世纪之战”的比赛中，舍恩和他的团队得到了世界范围内的同情。舍恩为国家队注入的卓有成效和漂亮的进攻哲学，符合他对足球的理解。在中锋的使用问题上（盖德·穆勒或是乌维·席勒？），迫于公众舆论的压力使得舍恩在很长一段时间内都犹豫不决且反复无常。他最终的解决方案是将席勒置于穆勒身后作为第二前锋，这是可以使两人同时留在场上，且不伤害任何人的唯一方法，同时也为舍恩赢得了声誉。两人在这次世界杯中共射入13球，证明了主教练的安排并不仅是妥协措施。
接下来的阵容测试周期是1972年欧洲足球锦标赛的预选赛。在从对阵波兰、阿尔巴尼亚和土耳其的第8小组中成功突围后，西德队于1972年4月29日再度来到温布利球场，在四分之一决赛首回合中面对具有心理优势的英格兰。然而这次西德队凭借优异的表现以3比1客场取胜。原本谨小慎微、作风拖拉的舍恩在比赛中排出了极具风险的阵容：后场只留下霍斯特-迪特·霍特格斯和格奥尔格·施瓦岑贝克两人作为纯粹的防守球员，贝肯鲍尔和保罗·布莱特纳始终果断前插助攻；中场由赫伯特·威默主职防守，君特·内策尔和乌利·赫内斯分居左右两边；而格拉博夫斯基、盖德·穆勒和西格弗里德·赫尔德三名前锋则完全参与进攻。这一极具华丽风格的团队在进攻和防守两端的结构清晰，并且能够以正确的比例成功应用，3比1的比分验证了这一点。舍恩的印记清晰可见。球队在他的领导下依靠“负责任的球员”自由发挥，这在一个专制的主教练治下是不可想象的。在半决赛以2比1战胜比利时后，西德队又在决赛中以3比0完胜苏联，完全没有给对手留下任何机会。一些国际主流媒体也对此给予了祝贺和最高级别的赞誉，其中意大利《晚邮报》形容舍恩的球队“开创了足球史上的一个新时代”；苏联队主教练亚历山大·波诺马列夫在赛后也坦言，“我们必须向西德队学习，他们的比赛技巧是在任何一本教科书中都无法找到的”；法国《队报》则赞赏君特·内策尔为“我们欧洲大陆上最优秀的球员”。

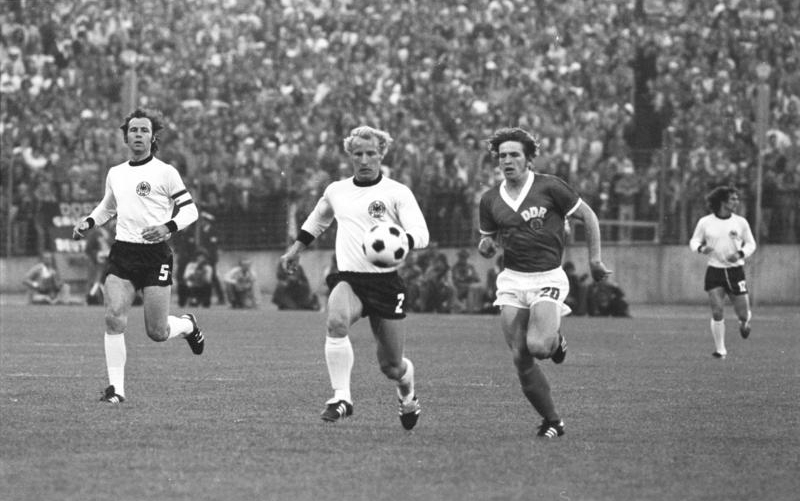
贝尔蒂·福格茨（中）在0比1不敌东德的比赛中与对手拼抢

舍恩在1974年西德世界杯到来之前改变了这支球队的面貌。君特·内策尔于1973年转会至西甲球队皇家马德里，并因伤缺席了国家队在马伦特进行的备战集训。赫伯特·威默沦为替补球员，而边锋埃尔文·克雷默斯和老将西格弗里德·赫尔德则不再入选国家队。在决赛圈第一阶段小组赛对阵东德的比赛中，西德队仅有格拉博夫斯基和盖德·穆勒两名前锋可用。东德以1比0赢得比赛后，西德队阵营开始存在危机感。早在马伦特备战期间，国家队便因球员奖金问题发生内讧，舍恩指责一些曾经的核心球员未尽全力。队长贝肯鲍尔也对主教练表示支持，他指责说：“3至4名球员在训练不尽全力，因为他们都认为自己在正式比赛中是不可或缺的”。舍恩在第二阶段小组赛首场对阵南斯拉夫的比赛开始前一小时才公布了他的参赛名单。令人惊讶的是，乌利·赫内斯、尤尔根·格拉博夫斯基、海因茨·弗罗赫和贝恩德·库尔曼等4名参加过0比1不敌东德的比赛的球员均缺席了这场比赛。在当晚的新闻发布会中，媒体传出了危机风暴，当队长坐在主教练身旁并强调自己的发言时，报刊纷纷以“贝肯鲍尔晋升为助理教练。赫尔穆特·舍恩现在着手让权”作为头条标题。参加了此次世界杯的贝恩德·霍尔岑拜因则在《11朋友》于2009年10月出版的特刊《70年代》（Die Siebziger）中对当时的情况作出了澄清说明：

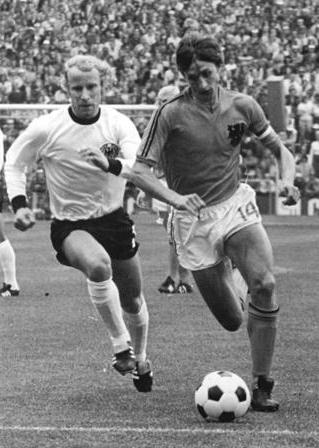
贝尔蒂·福格茨对约翰·克鲁伊夫（右）实施贴身紧逼防守

西德队在第二阶段小组赛中分别战胜了南斯拉夫、瑞典和波兰，从而得以晋级决赛对阵荷兰。此时的球队阵容中，莱纳·邦霍夫、奥弗拉特和赫内斯坐镇中场，前锋则由格拉博夫斯基、盖德·穆勒和霍尔岑拜因领衔。在战术层面上，舍恩安排了速度较快的贝尔蒂·福格茨对荷兰头号球星约翰·克鲁伊夫实施贴身紧逼防守，施瓦岑贝克更多的任务是盯防罗布·伦森布林克，邦霍夫则依靠其充沛的体能不断对对方中场核心威廉·范哈内亨进行干扰。上半场结束后，西德队以2比1取得领先，比赛中也取得不少令人信服的攻势。下半场比赛则成为了德国人的防守大战，在荷兰队狂风骤雨般的攻势面前，他们奋力将比分维持到终场。赫尔穆特·舍恩率领他的团队在夺得1972年欧锦赛冠军后又实现了在1974年世界杯夺冠。而早在1966年世界杯他们便已是亚军，并在1970年世界杯获得季军。只是1974年的获胜方式已经无法与此前几次大赛时华丽的表演风格相媲美。
在夺得世界杯冠军后，格拉博夫斯基、盖德·穆勒和沃尔夫冈·奥弗拉特均结束了各自的国家队生涯，年轻的保罗·布莱特纳也远走西班牙加盟皇家马德里。他们所留下的空隙，尤其是盖德·穆勒离开所带来的损失最为沉重。但作为国家队主教练的舍恩已无法再浪费时间，因为1976年欧洲足球锦标赛预选赛在1974年11月便已开始。在四分之一决赛中，西德队与西班牙相遇，他们先是在1976年4月24日于马德里进行的首回合较量中以1比1战平对手，次回合回到慕尼黑主场后又以2比0取得胜利。因此，卫冕冠军得以晋级在1976年6月于南斯拉夫所举办的半决赛。经过加时赛以4比2击败东道主后，西德队又进军在6月17日于贝尔格莱德举行的决赛，其中在第79分钟由科隆前锋迪特·穆勒入替赫伯特·威默的换人尤为关键，前者在他参加的首场国际比赛中便包办了球队的最后3个入球。最终的决赛西德队与捷克斯洛伐克在常规时间内战成2比2平，并由后者通过点球大战以5比3胜出。尽管如此，舍恩的团队仍被媒体视为当时欧洲最优秀的球队，然而他对这种优越感或特殊的地位并不愿谈论得太多。

#### 告别，1978年世界杯
1977年4月27日，西德队在科隆的58,000名观众面前以5比0战胜北爱尔兰。这是核心球员贝肯鲍尔自转会美国纽约宇宙之后所缺席的第一场比赛。在随后的11场比赛中，西德队保持不败，其中最引人注目的是其于1977年6月的南美之行所获得的成功，先后战胜了乌拉圭、阿根廷、巴西和墨西哥，这也使得大众对于舍恩的团队能够在1978年世界杯再创辉煌充满期待。然而，在1978年阿根廷世界杯开赛前，于1978年4月5日和19日分别对阵巴西及瑞典的最后两场热身赛中，西德队的表现令人大失所望，尤其是在斯德哥尔摩以1比3不敌瑞典。此时许多批评的声音均指向老将贝肯鲍尔、布莱特纳、格拉博夫斯基以及来自皇家马德里的年轻球员乌利·斯蒂利克的缺阵，他们皆因为行政原因或个人原因没有入选这一期的国家队。而这4名球员最终也未能参加1978年世界杯。1978年6月1日，在布宜诺斯艾利斯进行的对阵波兰的世界杯揭幕战中，西德队发挥欠佳被0比0逼平。舍恩随即发表了一份声明：
在经历了首场比赛的“假烟幕”后，西德队在次战以6比0大胜墨西哥。但在分组赛最后一场比赛中，他们再度与突尼斯互交白卷。西德队以一个并不具有说服力的表现进入第二阶段分组赛。而其后在对阵意大利的比赛中，他们迎来了第三场0比0。舍恩团队的表现因为缺乏自信而起伏不定，并且事实证明这支球队已经丧失了鲜明的个性。在以2比2战平荷兰后，西德队在本届杯赛的最后一场比赛是1978年6月21日在科尔多瓦对阵奥地利，若取胜则仍可参加季军争夺赛。但西德阵中躁动不安的情绪再次在这场比赛中展现出来，奥地利凭借汉斯·科兰克尔在第88分钟射入的制胜球以3比2结束比赛。经过在阿根廷乏善可陈的表现后，德国足球的黄金时代随之宣告结束，舍恩在这届杯赛完结前正式提出辞任国家队主教练一职。尽管这个时机与他的设想不尽相同，他原本计划至少可以参加与巴西的季军争夺战，但对阵奥地利的失利粉碎了舍恩的梦想。
舍恩的辞呈在1978年11月15日西德队于法兰克福迎战匈牙利的国际比赛前正式获得德国足协的批准。由于受到浓雾影响，他的这场告别赛仅历时60分钟，在比分仍维持于0比0时被迫提前结束。舍恩离任后，德语歌手乌多·尤尔根斯专程为他创作了一首名为《戴帽之人》（Der Mann mit der Mütze）的单曲。
传记作家鲁德格尔·舒尔策（Ludger Schulze）用以下几句话对舍恩的退休作出了描述：

## 晚年生涯

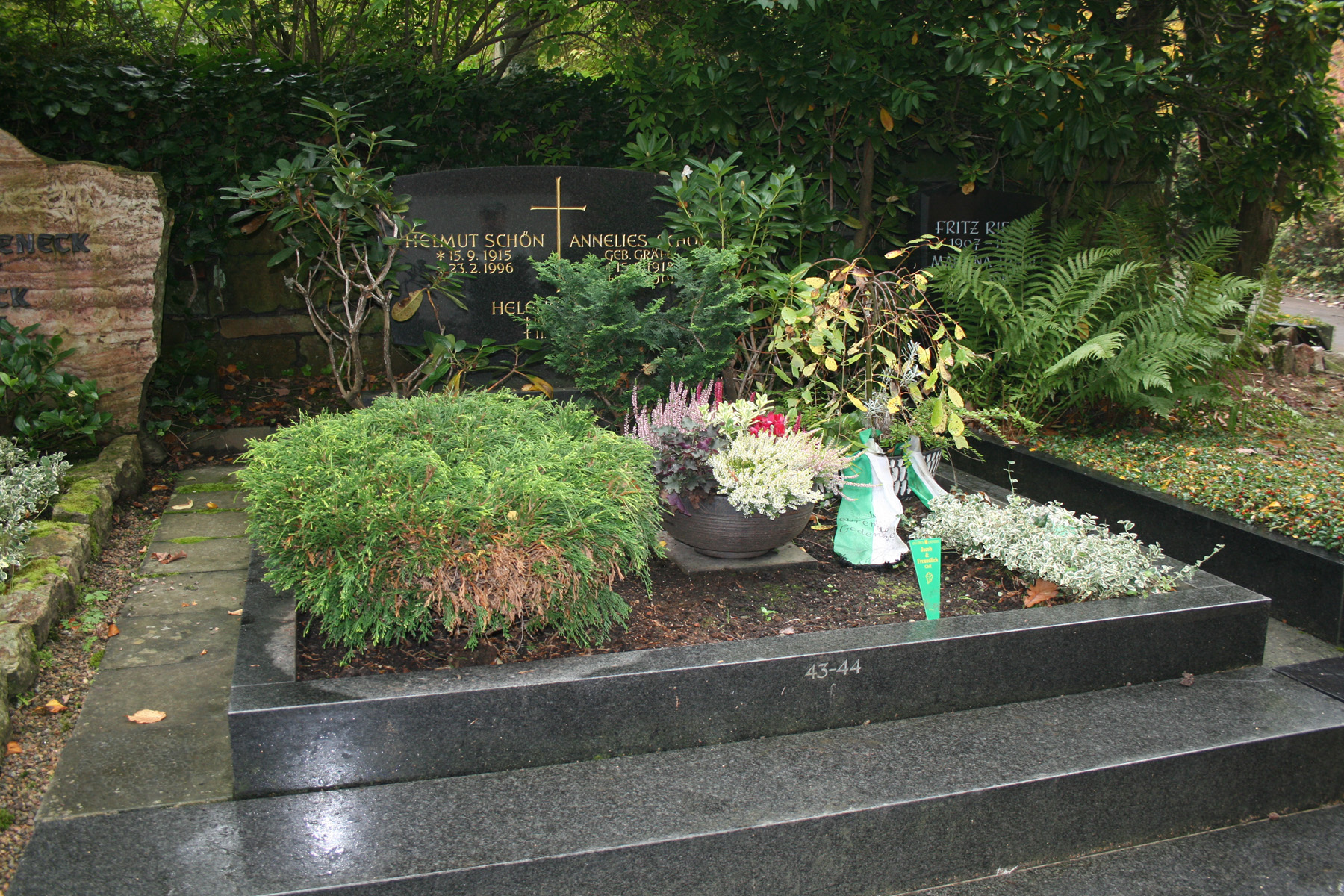
威斯巴登北部公墓内的舍恩墓碑

在从西德国家队主教练的职位卸任后，舍恩也随之退休，并连同其妻子安内丽丝返回了他们在威斯巴登的第二故乡安度晚年。此后他甚少对足球比赛发表评论。其继任者尤普·德瓦尔在代表国家队接受采访时声称球队事务已与舍恩无关，他应该像其前任、曾精心发表过诸如“足球是圆的”或“最重要的永远是下一场比赛”等名言的塞普·赫尔贝格那样，享受一生的传奇光环。
1983年5月31日，舍恩曾连同德瓦尔共同出席了保罗·布莱特纳在慕尼黑举行的世界明星队对阵拜仁慕尼黑的告别赛。1990年当他75岁生日时，1974年的世界冠军队成员共同来到威斯巴登看望他。20世纪90年代后，舍恩的生活开始变得清净，身患阿兹海默病的他在威斯巴登地区的一家老人院“汉斯·吉布纳之家”（Hans-Giebner-Haus）度过了最后的岁月。他于1996年2月逝世，德国足协为此在威斯巴登州立剧院（Hessisches Staatstheater Wiesbaden）举办了一个追悼会。他的遗体最终安葬于威斯巴登的北部公墓（Nordfriedhof）。

## 毕生成就
在球员生涯晚期，舍恩作为球员兼教练成功的过渡到教练生涯，并在他于1964年至1978年担任西德队主教练期间成为当时世界上最成功的主教练之一。舍恩率队赢得了1974年世界杯冠军和1972年欧锦赛冠军；并获得1966年世界杯亚军、1976年欧锦赛亚军以及1970年世界杯季军。许多体育记者将他在任期内的优异表现归结于他给予了国家队较大的自由度和话语权，而不是固守刻板的战术策略。但在他的执教生涯结束后，这一风格也常被解释为缺乏领导能力。
在舍恩治下，许多年轻球员例如弗朗茨·贝肯鲍尔、君特·内策尔、塞普·迈耶、盖德·穆勒、尤普·海因克斯、贝尔蒂·福格茨、保罗·布莱特纳、乌利·赫内斯、贝恩德·霍尔岑拜因和莱纳·邦霍夫等人均迎来了自己首次代表国家队上阵的机会，并在1972年和1974年的大型赛事中大获成功。作家迪特里希·舒尔茨-马梅林和胡贝特·达坎普将舍恩在1966年至1974年在西德执教的这八年时期形容为“德国国家队历史上最华丽、最忙碌和最成功的一个阶段”。他作为宿命终结者，在任期内率领西德队历史上首次战胜英格兰和巴西。此外在1966年世界杯决赛对阵英格兰的比赛中，他的团队在加时赛遗憾的以2比4告负，造就了足球史上最著名的争议失球；而1970年半决赛中以3比4不敌意大利的史诗般对决也被媒体冠以“世纪之战”的美誉。舍恩从1964年11月4日至1978年6月21日共率领西德队参加了139场比赛，取得了87胜30平22负的成绩，总得失球为292:107，球队在这一时期共有50场比赛确保球门不失。
舍恩作为西德队主教练所取得的成就在业界无可争议。他在1960年代中至1970年代末德国足球的鼎盛时期带来了国家队层面的国际影响力。在他卸任后，再没有德国国家队主教练可以达到与之相等的任期或成就。当舍恩在1964年成为塞普·赫尔贝格的继任者时，他也谈到了联邦德国的社会变革。尽管自己不是六八运动的一份子，他还是将崇尚解放思潮和个人主义的新一代球员整合到一起，并攀升至世界足坛的巅峰。舍恩的外表及个性使他不受意识形态的冲突和教条主义的束缚，足球不再被他视为单纯的命令与服从或仅局限于更衣室的游戏。但与此同时，与他同一时代的许多德国教练仍然是传统的“身穿运动装的独裁者”。他们对于舍恩这种语调柔和、含蓄及伙伴般的执教艺术感到恼火，并时常对其发表批评。
舍恩的团队代表了一种新的趋势，他容许场上球员自由发挥各自的技术特点，但同时呼吁他们必需承担相应的的职责，这也是球员获得上场机会的唯一条件。

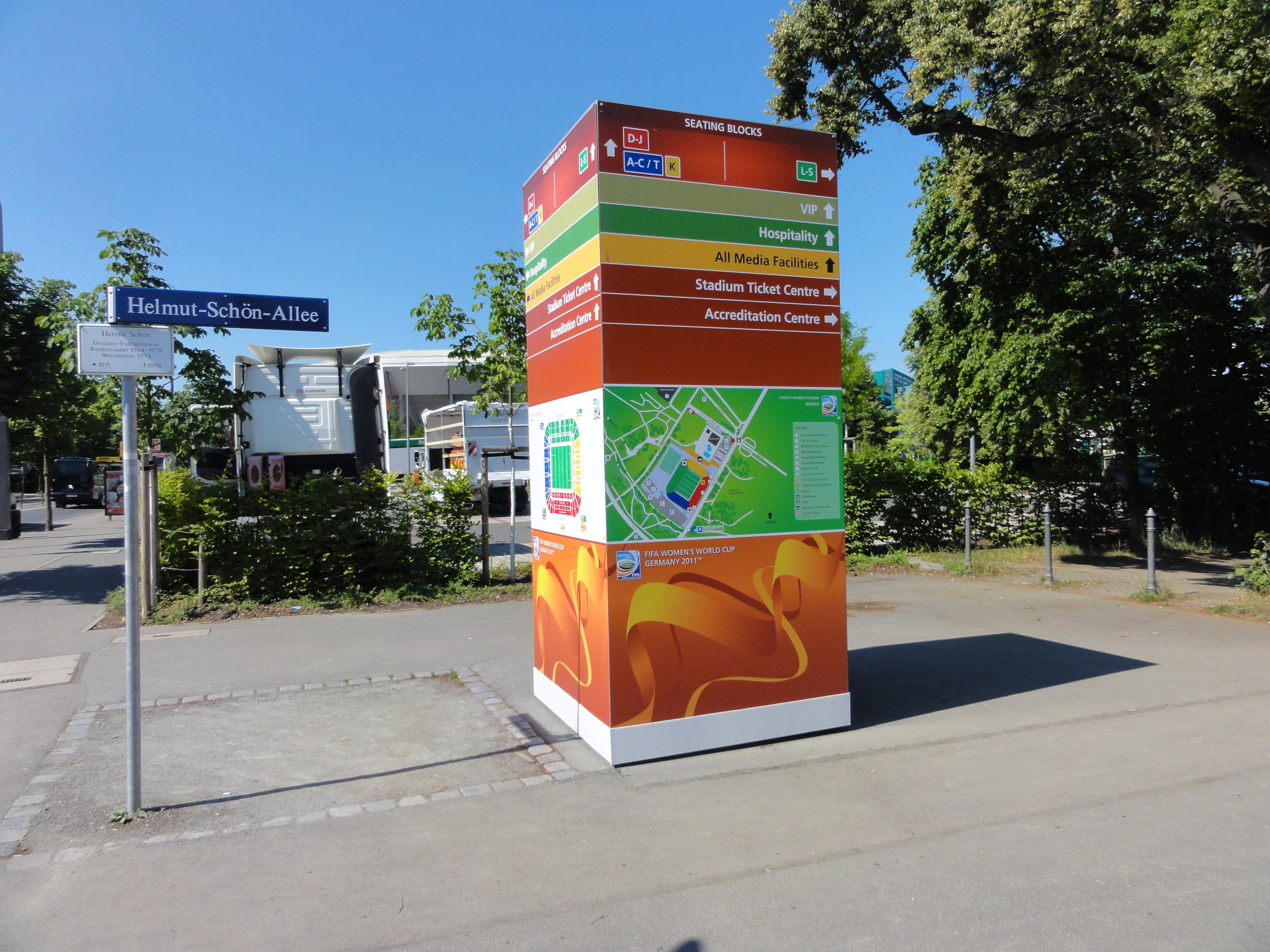
位于德累斯顿的赫尔穆特·舍恩大道

舍恩对训练方式有着独特的见解，他要求所有的演练都必须以足球为中心。这也被称作组织进攻时的“秩序”。尤其是当中有一个清晰和明确的职责分配，所有的球员都必须对此了解。这种秩序同样被应用于正式的比赛体系中。舍恩需要球员在比赛中保持对中场的掌控，并在此基础上发展出杂耍般的思路和展现出创造力。作家达坎普用一段话真实的概括了舍恩的比赛哲学：“他的足球智慧就是我们社会关系中一个俏皮的缩影，每个人都可以理解，如此简单、又富于变化——就像生活，总是可能出现新的态势”。

## 荣誉及奖项
舍恩在1974年获得联邦总统颁发的银质月桂叶勋章和大十字勋章。德国足球协会于1980年提名其为名誉会员。1984年，他又获颁国际足联荣誉奖。在逝世后，他于2008年入选了德国体育名人堂（Hall of Fame des deutschen Sports）。一年后，以他名字命名的赫尔穆特·舍恩体育公园（Helmut-Schön-Sportpark）在威斯巴登建成，其入口处竖有雕塑家托马斯·杜滕霍费尔（Thomas Duttenhoefer）所创作的舍恩半身雕塑；入口另一侧还设有威斯巴登市政厅主办的名为“赫尔穆特·舍恩——踢球人生”的主题展厅。在德累斯顿，格吕克斯天然气体育场附近的一条街道也被命名为赫尔穆特·舍恩径（Helmut-Schön-Allee）。

## 脚註
1. 1 2 3  Dahlkamp 2005，第164頁.
2. 1 2  Schulze-Marmeling 2008，第221頁.
3. 1 2  Schön 1978，第47頁.
4. ↑  Schön 1978，第68頁
5. ↑  Schön 1978，第66-67頁.
6. ↑  Schön 1978，第64頁.
7. ↑  Schön 1978，第78頁.
8. 1 2  Schön 1978，第76頁.
9. 1 2  Schulze 1989，第71頁.
10. ↑  Schön 1978，第81頁.
11. ↑  Schön 1978，第112頁.
12. ↑  DFB 2007，第338頁.
13. ↑  Leinemann 1997，第206頁
14. ↑  Bitzer & Wilting 2003，第211頁
15. ↑  Leinemann 1997，第208頁
16. 1 2  Bitzer & Wilting 2003，第70頁
17. 1 2  Mittag & Nieland 2007，第51頁.
18. ↑  Schön 1978，第85-87頁.
19. ↑  Leinemann 1997，第216頁
20. ↑  Fischer & Lindner 1999，第121頁.
21. ↑  Fischer & Lindner 1999，第293頁.
22. ↑  Schön 1978，第106頁.
23. ↑  Schön 1978，第256頁.
24. ↑  Schön 1978，第136-145頁.
25. ↑  Bitter 1997，第433頁.
26. ↑  Schön 1978，第137-140頁.
27. ↑  Schön 1978，第141頁.
28. ↑  Schön 1978，第142頁.
29. ↑  Bitter 2004，第82頁.
30. ↑  Grüne & Knieriem 2006，第347頁
31. ↑  Schön 1978，第147頁.
32. ↑  Schön 1978，第148頁.
33. ↑  Schön 1978，第151頁.
34. ↑  Schön 1978，第162頁.
35. ↑  Schulze-Marmeling 2008，第179頁.
36. ↑  Joel & Schütt 2008，第125頁
37. ↑  Schulze-Marmeling 2008，第639頁.
38. ↑  Justen 1999，第222頁.
39. ↑  Schulze-Marmeling 2008，第204頁.
40. ↑  Joel & Schütt 2008，第140頁
41. ↑  Joel & Schütt 2008，第146頁
42. ↑  Bitter 2004，第84頁
43. ↑  Grüne & Knieriem 2006，第55頁
44. ↑  Schulze 1986，第132頁.
45. ↑  Schulze-Marmeling 2008，第234頁.
46. ↑  Schulze 1989，第76-77頁.
47. ↑  Grüne & Knieriem 2006，第54頁
48. ↑  Schulze 1989，第79頁.
49. ↑  Grüne & Knieriem 2006，第83頁
50. ↑  Justen 1999，第223-224頁.
51. ↑  Schulze 1989，第77頁.
52. ↑  Grüne & Knieriem 2006，第90頁
53. ↑  Schulze 1986，第138頁.
54. ↑  Schulze-Marmeling 2008，第251頁.
55. ↑  Schulze-Marmeling 2008，第256頁.
56. ↑  Schulze 1989，第80頁.
57. ↑  Schulze 1986，第139-140頁.
58. ↑  Schulze-Marmeling 2008，第233頁.
59. ↑  Schulze 1986，第142頁.
60. ↑  Schulze-Marmeling 2008，第262-264頁.
61. ↑  Schulze 1986，第147頁.
62. ↑  DFB 2007，第354頁.
63. ↑  Schulze-Marmeling 2008，第269-270頁.
64. ↑  Joel & Schütt 2008，第196頁
65. ↑  Schulze 1986，第149頁.
66. 1 2  Grüne & Knieriem 2006，第278頁
67. ↑  Schön 1978，第15頁.
68. ↑  Grüne & Knieriem 2006，第279頁
69. ↑  Schön 1978，第31頁.
70. ↑  Grüne & Knieriem 2006，第282頁
71. ↑  Schön 1978，第36頁.
72. ↑  Schulze-Marmeling 2008，第292頁.
73. ↑  Schulze 1989，第82頁.
74. 1 2  Schulze 1989，第75頁.
75. ↑  Dahlkamp 2005，第163頁.